# Wawat
Wawat fou una regió de Núbia des on els egipcis prenien la fusta, sobretot fusta negra, vers Egipte, pel Nil i mitjançant barques, algunes de les quals es van construir allí mateix. Correspon a la regió entre la primera i segona cascades.
Es va constituir en regne durant l'imperi mitja, però no es coneix gairebé res de la seva història.